# Hans van Delden
Prof. dr. J.J.M. (Hans) van Delden (1960) is hoogleraar medische ethiek aan de Universiteit Utrecht. 
Hij is (mede)auteur van een groot aantal publicaties onder andere over beslissingen rond het levenseinde en medische zorg aan bejaarden.